# Czarna matka
Czarna matka – debiutancka powieść Wojciecha Stamma (ur. 1965) z 2008 roku, nominowana do Nagrody Literackiej „Nike” 2009.

## Styl
Powieść wpisuje się w tradycję sowizdrzalską. Umieszczone w tekście fragmenty poetyckie sięgają „brulionowych” korzeni autora. Charakterystyczny dla niego jest absurdalny humor i przemyślenia groteskowo naśladujące akademickie dyskursy. Obok niemal reporterskiego opisu pojawiają się gry stylistyczne, anegdotyczność i gawędziarstwo. Całość powieści została podzielona na pojedyncze scenki. Zamierzonym chwytem literackim jest chaos w języku i kompozycji.

## Opis fabuły
Bohaterem powieści jest Włodek Wolek, mieszkaniec gdańskiego blokowiska, typowy polski nieudacznik. Książka przedstawia historię jego marnej egzystencji od lat osiemdziesiątych i dziewięćdziesiątych XX wieku po współczesność. Żywota, który składa się z nieudanych prób współżycia seksualnego, nieudanego zaangażowania w antykomunizm, nieudanego małżeństwa, emigracji polityczno-zarobkowej i udziału w „trzeciorzędnych” przedsięwzięciach artystycznych. Życie Włodka jest pasmem jedynie porażek, udręk i upokorzeń. Najpierw w Polsce – w latach 80. bohater chodzi do jednego z gdańskich liceów, tam spędza okres stanu wojennego, następnie w Norwegii – gdzie klepie biedę, a w końcu w Niemczech – w których stara się o azyl. W wieku czterdziestu lat konstatuje, że nic nie ma i jest nikim. W opowieść wpleciona jest historia początków gdańskiej formacji artystycznej Totart.